# Liza Johnson
Liza Johnson, née le 13 décembre 1970 à Portsmouth (Ohio), est une réalisatrice, scénariste américaine.

## Filmographie

### Réalisatrice

#### Longs métrages
- 2000 : Fernweh - The Opposite of Homesick
- 2011 : Return
- 2013 : Hateship, Loveship
- 2016 : Elvis and Nixon (Elvis & Nixon)
- 2024 : S.O.S. Bikini Bottom : Une mission pour Sandy Écureuil (Saving Bikini Bottom: The Sandy Cheeks Movie)

#### Courts métrages
- 1998 : Giftwrap
- 2004 : Falling
- 2005 : Desert Motel
- 2006 : South of Ten (documentaire)
- 2009 : In the Air
- 2012 : Karrabing! Low Tide Turning
- 2023 : The Last of Us (saison 1, épisode 7)